# Nidrum
Nidrum ist ein Dorf in Belgien und Ortsteil der Gemeinde Bütgenbach in der Deutschsprachigen Gemeinschaft. Nidrum liegt rund 2 Kilometer nördlich von Bütgenbach und hat 874 Einwohner (2020).

## Geschichte

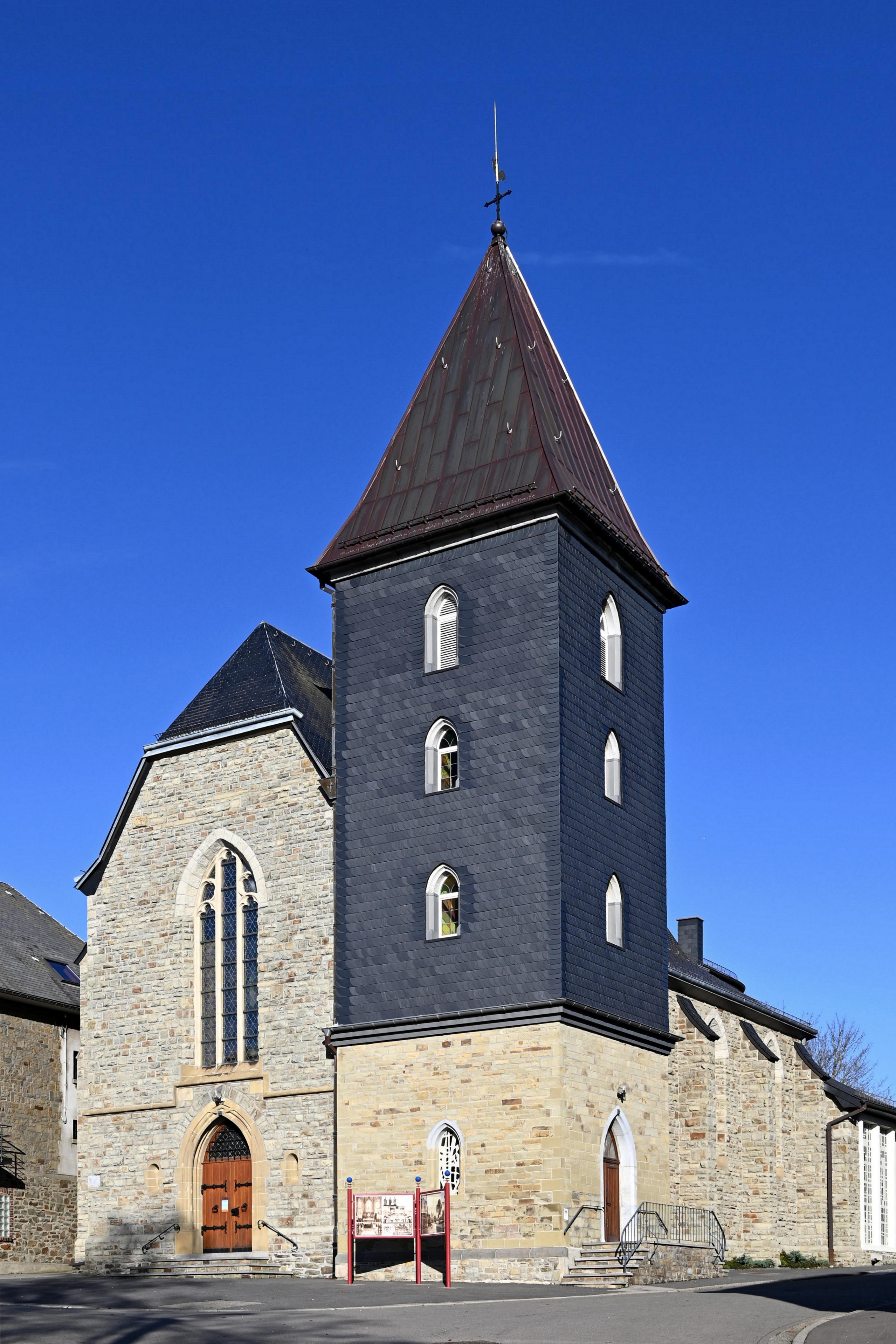
Dreikönigskirche

Die Geschichte des Dorfes lässt sich bis ins frühe 15. Jahrhundert zurückverfolgen. So ist in Aufzeichnungen von einem Thomas de Nydrum die Rede, der sein Heimatdorf um 1430 herum in Richtung Malmedy verließ. 
Nach Inkrafttreten der Preußischen Landgemeindeordnung für das Rheinland von 1845, wurde Nidrum eine eigenständige Ortsgemeinde innerhalb der Gemeinde Bütgenbach und blieb dies bis zum 31. Dezember 1921. Von 1922 bis zum Einmarsch der Wehrmacht 1940 und wieder ab Kriegsende gehörte Nidrum der Gemeinde Elsenborn an. Im Zuge der Gemeindereform ging die Gemeinde Elsenborn 1977 schließlich in die Gemeinde Bütgenbach über.

## Persönlichkeiten
- Johann Weynand (1923–1997), belgischer Politiker